# ليفان ميكادزي
ليفان ميكادزي هو لاعب كرة قدم جورجي في مركز الدفاع، ولد في 13 سبتمبر 1973 في سوخومي في حكومة جمهورية أبخازيا. شارك مع منتخب جورجيا لكرة القدم. أما مع النوادي، فقد لعب مع أرسنال كييف وبالتيكا كالينينغراد وبوغون شتشين وسيسكا كييف ونادي بارتيزان مينسك ونادي دينامو تبليسي ونادي لييباياس ميتالورغس.

## وصلات خارجية
- ليفان ميكادزي على موقع اتحاد أوكرانيا (الإنجليزية)
- ليفان ميكادزي على موقع قاعدة بيانات كرة القدم.إي يو (الإنجليزية)
- ليفان ميكادزي على موقع ناشيونال فوتبول تيمز (الإنجليزية)
- ليفان ميكادزي على موقع Soccerway.com (الإنجليزية)